# Moritz August von Bethmann-Hollweg
Moritz August Bethmann-Hollweg, à partir de 1840 von Bethmann-Hollweg, (également Bethmann Hollweg ; né le 8 avril 1795 à Francfort-sur-le-Main et mort le 14 juillet 1877 au château de Rheineck près de Niederbreisig) est un avocat et homme politique prussien.

## Origine
Bethmann-Hollweg est le fils d'un des hommes les plus riches du Saint-Empire, le banquier Johann Jakob Bethmann-Hollweg (de). Sa mère est Susanne Elisabeth Bethmann (1763-1831), fille de Johann Philipp Bethmann (de).

## Biographie
Tout au long de sa vie, il n'a aucun souci financier. Carl Ritter et Georg Friedrich Grotefend le forment. Il étudie ensuite à Göttingen puis à l'Université Frédéric-Guillaume de Berlin, où il est particulièrement influencé par Friedrich Carl von Savigny. Alors qu'il est encore étudiant, il participe au déchiffrage du Gaius de Vérone découvert par Niebuhr.
Dans la nuit du Nouvel An 1817, il vit son réveil en tant que chrétien croyant. Dans la société de table chrétienne-allemande (de) d'Adolf von Thadden-Trieglaff, il rencontre les frères Leopold, Ernst Ludwig et Otto von Gerlach (de) ainsi qu'Ernst Senfft von Pilsach et socialise avec le prince héritier, qui l'élève plus tard à la noblesse en tant que roi. En 1819, il s'habilite à Berlin et en 1823 devient professeur titulaire sans traitement. Sur les conseils de Savigny, il a inclus la procédure civile comme sujet d'étude. Cela marque le début d'une nouvelle ère pour la science procédurale civile. Bethmann-Hollweg reste à l'écart de la politique. La réaction, avec ses poursuites contre les démagogues, sa surveillance policière et son inquisitrice, le repousse. Dans les années 1827/28, il est recteur de l'université.
En 1829, il s'installe à l'Université de Bonn. La vie active de la petite communauté de Bonn, façonnée par les membres, ne manque pas d'avoir un effet sur Bethmann-Hollweg, qui apprécie particulièrement la constitution presbytérienne réformée. Sa difficulté antérieure, qu'il n'a pas surmontée dans ses conférences encyclopédiques berlinoises, à concilier l'apparence de l'ordre juridique avec sa vision religieuse et morale du monde, est désormais derrière lui. “En tant que l'un des plus grands propriétaires rhénans" le roi de Prusse l'élève en 1840 dans la noblesse héréditaire. À l'été 1842, il assume la charge de conservateur et de plénipotentiaire extraordinaire du gouvernement à l'Université de Bonn. En 1845, il entre au Conseil d'État prussien. Bethmann-Hollweg tourne alors davantage son attention vers les développements politiques et ecclésiastiques.
En 1848, il fonde le Congrès de l'Église évangélique allemande (de), dont il reste président (parfois avec Friedrich Julius Stahl (de)) jusqu'en 1872. Il devient également président du Comité central pour la mission intérieure (de) fondé par Johann Hinrich Wichern. Dans le cadre du Parlement de Francfort, il se lie d'amitié avec Dietrich Wilhelm Landfermann (de). Comme Bethmann-Hollweg, il tente d'adopter une position politiquement centriste : sa position, publiée dans le Wochenblatt  avec Graf von der Goltz à partir de 1852, consiste en la revendication de l'expansion contrôlée d'un État de droit dans un sens conservateur-libéral. Dans les années 1850, il est à la tête du parti de l'hebdomadaire (de).
De 1849 à 1855, avec une brève interruption, il est député des première et deuxième chambres de Prusse. Il est considéré comme le chef de sa faction qui, malgré le petit nombre de membres, se caractérise par son importance spirituelle et ses opinions politiques.
Quatre semaines après le début du règne de Guillaume Ier, Bethmann-Hollweg est nommé  ministre prussien de l'Éducation le 6 novembre 1858. Après la fin de l'ère nouvelle en mars 1862, Heinrich von Mühler prend la tête du ministère de l'Éducation pendant dix ans. Le ministère d'Otto von Bismarck débute en octobre 1862. Le ministère de l'Éducation a son siège au 4, Unter den Linden 1862, il est élu membre honoraire de l'Académie royale des sciences de Prusse En 1868, le roi Guillaume lui rend hommage en lui décernant l'aigle du Grand Commandeur de l'Ordre de la Maison Royale de Hohenzollern.
En tant que particulier, il écrit son œuvre principale, Der Civilprozeß des Gemeinen Rechts in geschichtlicher Entwicklung, au château de Rheineck en 1863-1874. Le fils de son deuxième fils Felix von Bethmann Hollweg (de) est Theobald von Bethmann Hollweg, chancelier impérial de 1909 à 1917.

## Famille
Il se marie le 28 avril 1820 à Berlin avec Auguste Gebser (1794-1882), fille du premier magistrat Johann August Theodor Gebser. Le couple a deux fils et trois filles, dont :
- Theodor (de) (1821–1886) marié en 1870 avec Freda von Arnim (1842–1916), fille du ministre prussien de l'Intérieur Adolf Heinrich von Arnim-Boitzenburg
- Felix (de) (1824-1900) marié avec Isabelle de Rougemont (1833-1908). Son fils, Theobald, est chancelier de 1909 à 1917.
- Anna (1827–1892) mariée avec Albert de Pourtalès (1812–1861)
- Gerta (née en 1831) mariée avec Hans von Mutius (1825–1883)[5], Rittmeister prussien, parents de Gerhard von Mutius
- Elisabeth (1834-1877) mariée avec Robert baron von Dobeneck (1830-1908)

## Travaux
- Grundriß zu Vorlesungen über den gemeinen Civilprozeß. Nicolai, Berlin 1821; 3., vermehrte Ausgabe: Grundriß zu Vorlesungen über den gemeinen und preußischen Civilprozeß. Adolph Marcus, Bonn 1832 (Digitalisat).
- Versuch über einzelne Theile der Theorie des Civilprozesses. Nicolai, Berlin/Stettin 1827 (Digitalisat).
- Gerichtsverfassung und Prozeß des sinkenden Römischen Reichs: Ein Beitrag zur Geschichte des Römischen Rechts bis auf Justinia. Adolph Marcus, Bonn 1834 (Digitalisat).
- Ursprung der lombardischen Städtefreiheit: Eine geschichtliche Untersuchung. Adolph Marcus, Bonn 1846 (Digitalisat).
- Die Reaktivierung der Preußischen Provinziallandtage. Wilhelm Hertz, Berlin 1851 (Digitalisat).
- Zur Geschichte der Freiheit. In: Protestantische Monatsblätter für innere Zeitgeschichte. Bd. 9 u. 10, 1857/58.
- Der Civilprozeß des Gemeinen Rechts in geschichtlicher Entwicklung. 6 Bände. Adolph Marcus, Bonn 1863–74 (Digitalisate: Bd. 1, Bd. 2, Bd. 3, Bd. 4,1).
- Familien-Nachricht. 2 Theile. Carl Georgi, Bonn 1876/1878 (Digitalisate).